# Лопушанка-Хомина
Лопуша́нка-Хо́мина — село в Україні, у Самбірському районі Львівської області. Населення становить 495 осіб (2021 р.). Орган місцевого самоврядування — Стрілківська сільська рада.

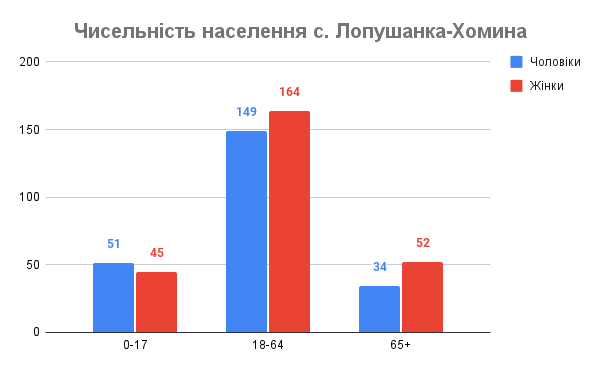
Чисельність населення с. Лопушанка-Хомина, 2021.

Населення (станом на 2020) - 505 осіб, з них 399 - повнолітні (станом на 31.03.2021).

## Географія
У селі річка Лопушанка впадає у річку Ясеницю, праву притоку Дністра.
Розташоване за 19 км від Старого Самбора і за 111 км від Львова.  

## Історія
Перша письмова згадка про село — 16 квітня 1532 р. у документі, яким Одровонж продав його за 50 фльоренів Хомину як приватне війтівство чи як тоді писали для руських сіл - князівство. В метриці коронній знаходиться наступний документ (Rkp. Ossol. № 2837, str. 53 i 54): "A. 1532 Samboriae. Facultas Magnifici Stanislai Odrowąż provido Procz Humicz in nova radioe locandi villam, superius villae Stryłki a molendino dictae villae, incipiendo a rivulo dicto Humisko, et a summitate montis, dicti Bereże, circa flumen Łopuszanka, et aliud Jasiennica, usque ad granicies villae Jasionka, Łopuszanka homina cognominandam, data. In qua ad scultetiam unam intogram aream cum tertia parte dationum regalium, cum columbationobus pro festis natalis et resurrectionis Christi, cum laboratione per subditos duorum dierum quotannis, videlicet arationis et falcastrationis, cum facultate aedificandi molendinum in fluvio Łopuszanka, in qou tertia mensura pro Sculteto reservatur. Cum mola torquatili, dictus Capitanous incorporat, ratione quorum, ad Stationem annalem et expeditionem bellicam, sculteti obliantur".
Непрофесійний переклад цього документу: "У 1532 році в Самборі Станіслав Одровонж надав право Проці Гумічу заснувати село на новому місці. Це село буде розташоване над селом Стрілки, починаючи від потоку, відомого під назвою Гумісько, і від вершини гори, що зветься Береже, біля річки Лопушанки та іншої місцевості, яка називається Ясениця, тягнучись до меж села Ясьонка, жителі будуть називатися Лопушанами. У межах цієї юрисдикції надається одна третина королівських доходів, а також умови для святкування свят Різдва та Великодня, а також праця підданих протягом двох днів кожного року, а саме оранка та косіння. Крім того, є право побудувати млин на річці Лопушанка, для якого третина міри зарезервована для Scultetus. Капітан, відомий як Капітанус, зареєстрований, через що Скультети зобов'язані щорічно відвідувати станцію та військову експедицію".
За часів панування Речі Посполитої село належало до дібр коронних, країни Гвоздецької в економії Самбірській.
Інфраструктура села на 1880 рік: церква Св. Миколая, уряд поштовий і громадська позичкова каса з капіталом 319 злотих.

### Незалежність (з 1991 р. по сьогодні)
Інфраструктура села у 2014 році включала: школу І-ІІ ст., ФАП, народний дім, бібліотеку. 
У 2020 році внаслідок реформи децентралізація село увійшло до складу Стрілківської територіальної громади.
У 2023 р. село Лопушанка-Хомина разом із довколишніми селами ввійшло до мережі історико-туристичних маршрутів "БойкоМандри", яка створюється за підтримки УКФ та Стрілківської територіальної громади. 

## Населення
У 1880 р. в селі проживало 598 мешканців, в основному всі греко-католики за винятком кількох римо-католиків.
У 1893 р. греко-католиків проживало 586, римо-католиків - 14, євреїв - 15.
У 1909 р. греко-католиків проживало 762, римо-католиків - 18.
У 1938 р. проживало 796 греко-католиків, 5 римо-католиків.
У 2014 р. проживало 15 греко-католиків, 522 православних (КП).

### Мова
Розподіл населення за рідною мовою за даними перепису 2001 року:
| Мова       | Кількість | Відсоток |
| ---------- | --------- | -------- |
| українська | 527       | 99.62%   |
| російська  | 2         | 0.38%    |
| Усього     | 529       | 100%     |

## Церква Святого Миколая
1554 р. - перша згадка про парафіяльний храм у селі Лопушанка-Хомина. 18 серпня 1554 р. королева Бона записала на парохію 16 золотих для священика Лазара Іванця: "Кор[олева] Бона записує на парафії в с. Лопушанці Хоминій суму 16 зл[отих] для свящ[еника] Лазура Іванця, за рекомендацією єпископа перемиського. 18 серпня 1554 р."
"Е. Nos ad comendationem venerabilis Antonii Radyłowski wlad[icae] praemisliensis et nostri samboriensis, pro religioso Lazur Iwaniecz apud nos factam, eidem Lazor poponatum in villa nostra Lopuszanka in capitaneatu nostro Samboriensi damus ad beneplacitum nostrum, inscribentes illi tarn in eodem poponatu, quam area, pratis, hortis, agris et aliis omnibus eundem poponatum ex antiquo concernentibus, in quorum usu persistit, 16 fl[orenos]. Cui iam ex nunc, in quantum bonus et idonaeus fuerit, plenam concedimus facultatem praedictum poponatum regendi, tenendi, fructusque omnes disponendi saluis tamen reseruatis in eodem poponatu tributis, censibus et aliis iuribus nostris, more aliorum poponum eiusdem districtus nobis pendi solitis (л. 444)".
"A. 1554 Varsaviae. Privilegium Bonae Reginae Lazaro Iwaniecz Poponi administransi Ecclesiam ritus graeci in villa Łopuszanka, cum area, pratis, hortis, agris, aliisque attinentiis, salvo censu poponali quotannis praestari solit, datum".
Непрофесійний переклад: "1554 р. Варшава. Надано привілей королеви Бонни Poponi Лазарю Іванцю на управління (адміністрування) церквою грецького обряду в селі Лопушанка разом із землею, луками, садами, полями та іншими приналежностями, що підлягають сплаті щорічного poponali податку".
Згаданий священик і церква й в люстрації Руського воєводства 1564-1565 років, де відзначено, що "піп руський з церкви чиншу з поклоном дає 1 фльорен".
Де стояла ця перша дерев'яна церква достеменно не відомо, але, відповідно до напису на іконі св. Миколи, яка збереглася в церкві на дзвіниці, стояла вона на горі Багонці. Цей напис стверджує: "Сіа икона св. Никола" выхопилася изъ горѣючои церкви що стояла передъ р. 1722 (1715) на Багонци въ Рѣци оттакъ найшли ю на Косиловкахъ".
Згідно з усними переданнями, саме в урочищі потоку Ріка стояло первісно село Лопушанка Хомина. 
У Львівському Національному музеї ім. Андрея Шептицького збереглася ікона Різдва Христового з цієї найдавнішої церкви, час написання якої датують 1580-и роками.
На рукописній "Тріоді Цвітній" з середини XVI ст., що тривалий час належала до парохів церкви в Гвіздці (зберігається у ЛНБ), в марґіналіях за 1657 рік є згадки про монастир в Лопушанці Хоминій: "Рок[у] Б[о]ж[о]го АХНЗ (1657) ишъли ляхове до монастер[а] горѣ Лопушанкови и сеницевъ (!) и людей из собою были рушили много, а перейшовши за Безъкѣдъ палили, истизяли".
Ймовірно десь у цей час війни з Юрієм Ракочі і занепав цей монастир, бо в пізніших документах немає згадки про нього. 
1722 р. - збудовано наступний храм дерев'яний, на його місці збудовано теперішній - на пагорбі серед села при гостинці на Ужоцький перевал. Цю церкву описав деканальний візитатор, але, на жаль, сторінки з описом втрачені. Проте зберігся коротенький опис церкви, складений візитатором 1765 року: "Церква з дерева будована, з трьома верхами, над бабинцем дзвонів три". З інвентаря 1824 року, укладеного німецькою мовою, відомо, що була це тризрубна триверха дерев'яна будівля, вкрита ґонтами і зведена коштом громади.
На початку ХХ ст. вона була вже, ймовірно, у злому стані, бо за поданням о. Олександра Яворського, тодішнього лопушанського пароха, її дозволили розібрати. Проєкт дерев'яної церкви для Лопушанки Хоминої виконав 26 жовтня 1908 року відомий львівський архітектор Василь Нагірний, але чомусь він не був реалізований (зберігається в церкві).
1909 року на місці розібраної старої церкви постала нова, теж дерев'яна. Майстер, що її звів, ймовірно, використав якийсь інший проєкт цього ж архітектора, звівши, однак оригінальну споруду, яка належить до кращих дерев'яних сакральних трибанних споруд в неоукраїнському стилі Старосамбірщини.
Церква розташована посеред села на підвищенні. На мурованому з каменю підмурівку зі смерекових брусів зведена тризрубна церква з гранчастим вівтарем, ширшою квадратною навою та вужчим квадратовим бабинцем. Великі восьмерики трьох зрубів вкриті наметовими банями, увінчаними ліхтарями з маківками. 
Церкву оперізує піддашшя, оперте на профільовані випусти вінців зрубів, розірване при вівтарі невеликими захристіями від півночі і півдня. Бруси відкритого зрубу підопасання розфарбовані в зелену (основне тло) та темно-брунатну (випусти) і білу (одвірки) барву. 
Стіни надопасання, ошальовані вертикально дошками і лиштвами, вкриті ясно-брунатною фарбою, а стіни восьмериків закуті в оцинковану бляху, якою вкриті і бані, дахи та піддашшя. Ці ремонти виконані після відкриття для богослужінь церкви, яка була зачинена у 1959-1989 рр. 
Всі простори всередині відкриті до зенітів куполів, у бабинці влаштовані хори вздовж трьох його стін.
Зі старого вистрою збереглися ікони Св. Миколи та Трьох Богословів XVIII ст., архангела Михаїла з клеймами XVII ст. та Христа XVI ст., які, на жаль, неналежно зберігаються в дзвіниці, що стоїть поруч із церквою.
Від свого заснування і до 1946 р. парафія Св. Миколая у селі Лопушанка-Хомина належала до Старосамбірського деканату, Перемишльсько-Самбірсько-Сяницької єпархії УГКЦ. 
Після ліквідації окупаційним радянським режимом Української греко-католицької церкви парафія в селі Лопушанка-Хомина з 1946 по 1959  рр. належала до Старосамбірського деканату Дрогобицько-Самбірської єпархії Російської православної церкви. 
З 1959 р. храм був закритий. Громада не допустила перетворення його на склад, але не вберегла іконостас. 
У 1989 р. храм відкрили, в ньому служив священик РПЦ о. Грица Ярослав (згодом перейшов до УАПЦ).
У 1992 р. настоятелем став о. Степан Бандура, парафія перейшла до УПЦ КП. Греко-католики до служіння в храмі не допускалися. У 1998 р. був виставлений новий іконостас.

### Дзвіниця 1903 р.
На південний схід від церкви, на краю цвинтаря, розташована дерев'яна двоярусна дзвіниця, зведена 1903 року майстром Олексою Марківом з Ціневи. Освятив її 17 грудня 1903 року за дозволом єпископа УГКЦ Костянтина Чеховича парох Ясениці-Замкової о. Михайло Добрянський.
Нижній ярус її зрубний, квадратовий в плані з ґанком з південного боку. Другий ярус відділений від першого піддашшям, опертим на профільовані випусти вінців зрубів, вужчий, стовповий, вкритий пірамідальним дахом, з якого виростає низенький восьмерик, завершений восьмибічною банею, увінчаною сліпим ліхтарем з маківкою. На рогах даху восьмерик фланкують невеликі ліхтарі з маківками.

### Плебанія 1910 р.
Плебанія дерев'яна, збудована греко-католицькою громадою у 1910 р. Забрана з власності церкви радянською владою. У власність парафії не повернена.

### Священики, які обслуговували парафію
| Ім'я                                  | Рік поч. служіння | Рік завершення служіння | Уряд      |
| ------------------------------------- | ----------------- | ----------------------- | --------- |
| Левицький Михайло (греко-катол.)      |                   | (1828)                  | адм. кап. |
| Ясеньо Яків (греко-катол.)            | 1828              | 1832                    | адм. кап. |
| вакантна                              | (1833             | 1835)                   |           |
| Процінський Сильвестр (греко-катол.)  | 1835              | 1837                    | адм. кап. |
| Загачевський Олександр (греко-катол.) | 1838              | 1841                    | адм. кап. |
| Криницький Василь (греко-катол.)      | 1841              | 1851                    | адм. кап. |
| Коростенський Антін (греко-катол.)    | 1851              | 1874                    | адм. кап. |
| Ільницький Іван (греко-катол.)        | 1874              | 1876                    | адм. кап. |
| Левицький Карло (греко-катол.)        | 1876              | 1881                    | адм. кап. |
| Ясеницький Кипріян (греко-катол.)     | 1881              | 1883                    | адм. кап. |
| Ясеницький Юліан (греко-катол.)       | 1883              | 1886                    | адм. кап. |
| Ясеницький Юліан (греко-катол.)       | 1886              | 1887                    | адм.      |
| Ясеницький Юліан (греко-катол.)       | 1887              | 1889                    | парох     |
| Яворський Олександр (греко-катол.)    | 1889              | 1919 (помер)            | парох     |
| Родавський Василь (греко-катол.)      | ?1919             | 1925                    | адм.      |
| Вовчик Михайло (греко-катол.)         | 1925              | 1930                    | парох     |
| Головей Михайло (греко-катол.)        | 1930              | 1937                    | адм.      |
| Осередчук Теодор (перейшов до РПЦ)    | 1937              | 1955                    | наст.     |
| Терп'як Микола (РПЦ)                  | 1955              | 1959                    | наст.     |
| закритий                              | 1959              | 1989                    |           |
| Грица Ярослав (перейшов до УАПЦ)      | 1989              | 1992                    | наст.     |
| Бандура Степан (УПЦ КП / ПЦУ)         | 1992              |                         | наст.     |

### Каплиця Пресвятої Богородиці
Мурована, збудована в 1989 р. Перебудована у 2002 р. (на джерелі на місці попередньої).

## Туристична інфраструктура

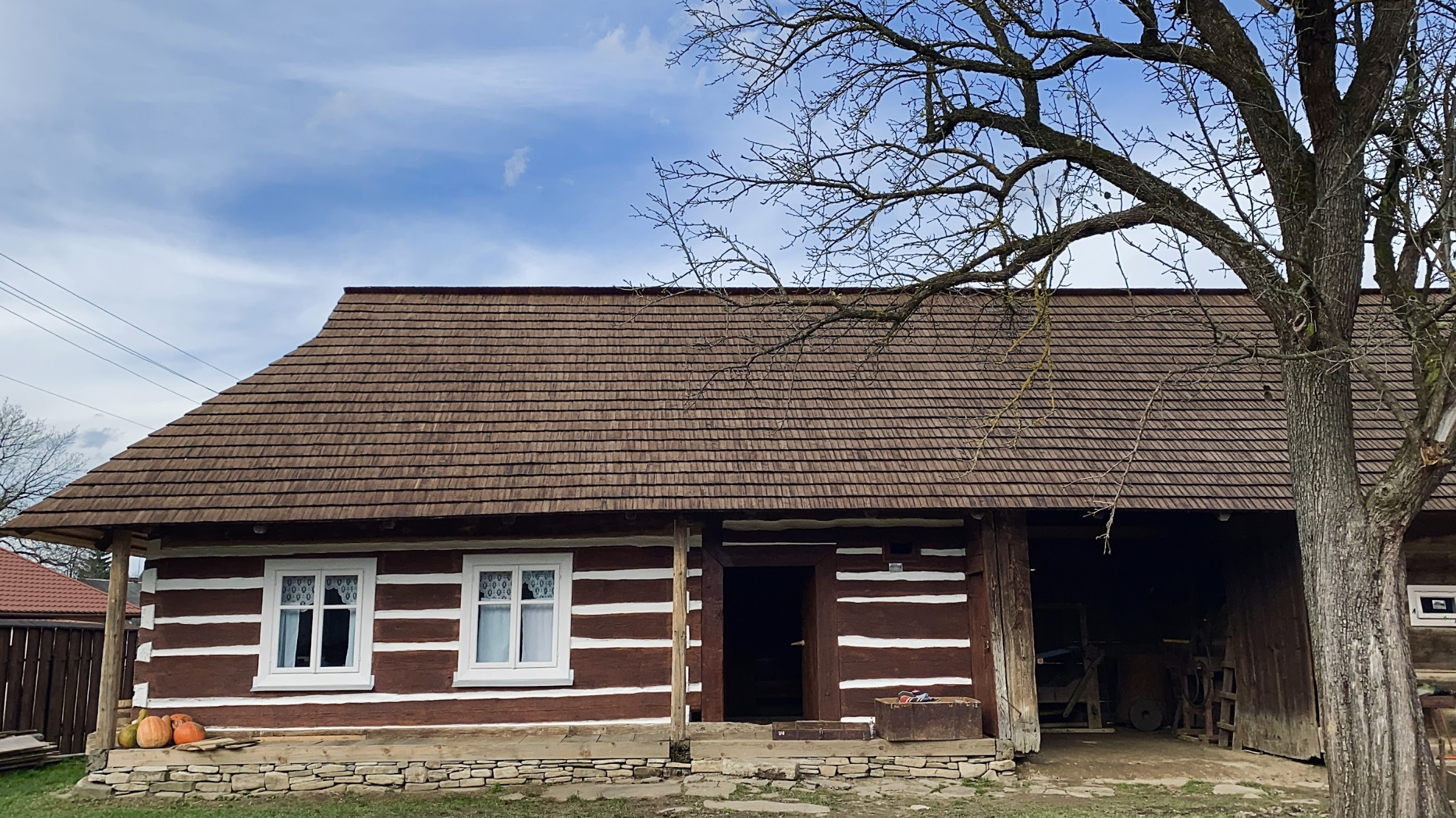
Нанашкова Хата у Лопушанці-Хоминій

### Нанашкова хата
Нанашкова хата – це етнографічний інтерактивний музей, що знайомить відвідувачів із традиційним житлом та побутом бойків.  
Будинок збудований в 1930 році. Будинок вцілів під час воєн, а тепер його відновлюють, адже це є класичний тип бойківської хати. 

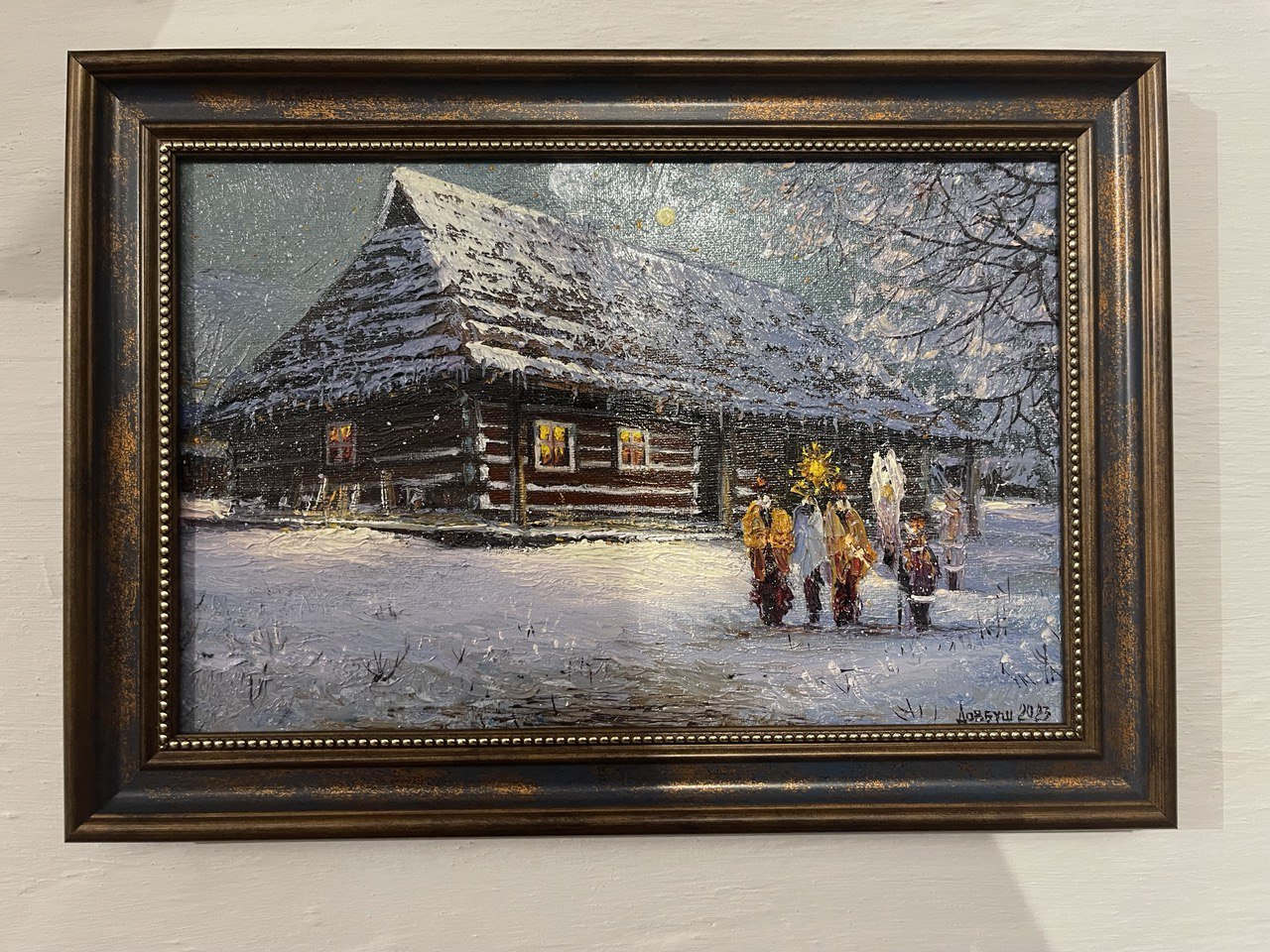
Нанашкова хата у Лопушанці-Хоминій. Художня Картина

Особливістю автентичних будинків цього регіону є поєднання під одним дахом житлових і господарських приміщень: одразу поруч з житловою кімнатою, коридором, який у бойків прийнято називати сіньми, стодолою, яку називають боїщем, розташований хлів, який називають стайнею. Є ще комора, загата, курник.
Із сіней (коридору) є вихід на стрих, де при потребі могли ночувати жителі хати. 

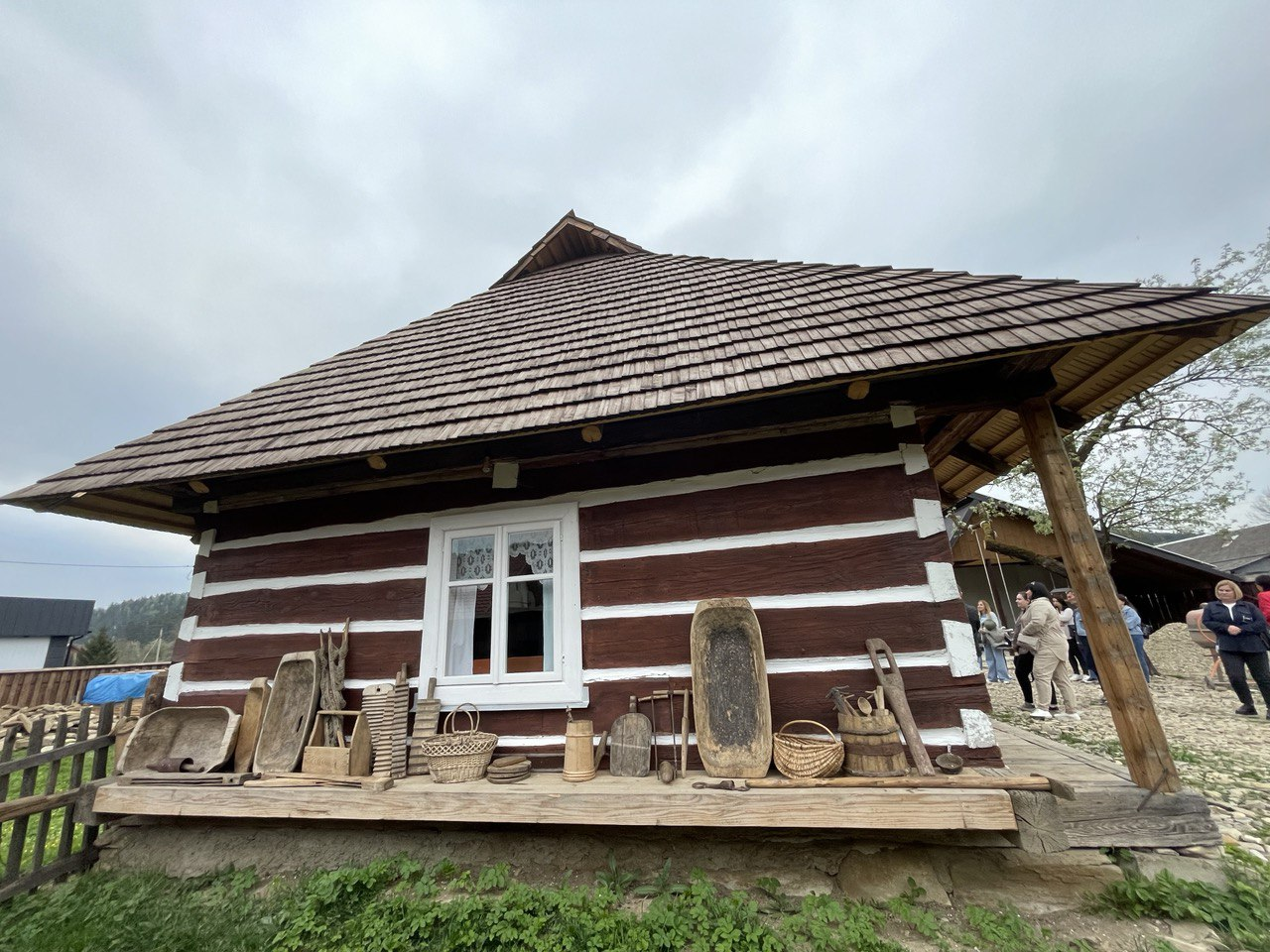
Нанашкова хата у Лопушанці-Хоминій. Бічний музей просто неба

До світлиці веде дуже низький одвірок, на якому вирізьблені хрест і дата побудови хати – 1930 р. За словами жителів Лопушанки-Хоминої, це традиційно і зроблено для того, щоб коли гість заходив до хати, до господаря – він зігнув голову і привітався “Слава Ісусу Христу!”.
У світлиці збереглася повністю робоча піч. На повалі (стелі) біля печі були гаки, до яких підвішувалася дитяча колиска. За традицією на печі сиділа стара баба і “гуцала” дитину. Колиска, яка зараз є в “Нанашковій хаті”, привезена сюди з сусіднього села Головецько. В ній вигодувалося біля 20 дітей.

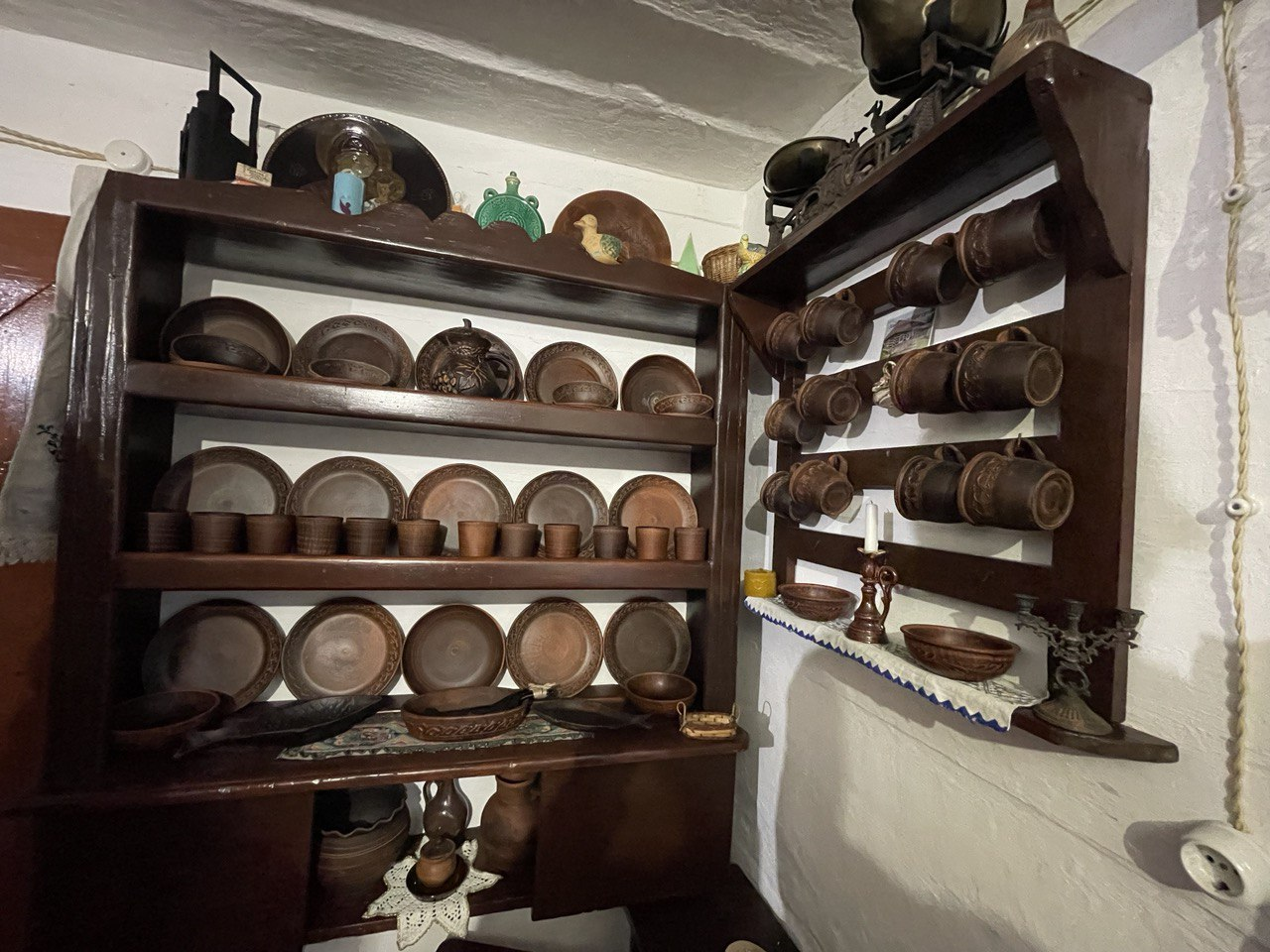

Усередині тут облаштували музей бойківських ремесел та музей старожитностей. Це – приватна ініціатива місцевого подружжя підприємців Василя та Галини Курій. Тут збережено атмосферу минулих століть, яка переносить гостей у життя бойківської родини ХVIII – поч. ХХ ст.
Назву отримала від слів “Нанашко”/“нанашка”  – ввічливе і поважне звертання до старшої людини у цьому селі. Також так звертаються і до хресних батьків, але на Гуцульщині.
“Нанашкова хата” розташована при трасі “Львів-Ужгород” неподалік залізничної колії “Львів-Сянки”. Добратися можна як власним транспортом, так і маршрутками та електричкою зі Львова або поїздом з Києва (виходити на станції “Лопушанка-Хомина”).
За 1,1 км від музею знаходиться каплиця Пресвятої Богородиці з джерельною водою.

### Модульні будинки "Нанашкові хатки"
На території музею також розташовані сучасні модульні будинки “Нанашкові хатки”, призначені для відпочинку й ночівлі туристів. Обладнані всіма зручностями (двоспальні ліжка, камін, душ, кухня, Wi-Fi), модульні будинки з панорамними вікнами й просторими терасами мають можливість одночасно прийняти компанію з 16 осіб (по 4 на будинок).

### Модульний будинок "Магія Тиші"
Будинок складається з двох повноцінних спалень з ліжками дабл-бед, повністю обладнаної кухні, вітальні з панорамними вікнами і каміном, санвузла, просторої тераси з сіткою для відпочинку і чаном. На території є паркінг, гойдалка і зона для BBQ. Є опція замовлення чану - вечірній безліміт, халати надаємо. Також є можливість замовляти харчування (домашня кухня).